# Gabrovnița, Montana
Gabrovnița (în bulgară Габровница) este un sat în comuna Montana, regiunea Montana,  Bulgaria. 

## Demografie
Componența etnică a satului Gabrovnița
     Romi (5,67%)
     Bulgari (93,87%)
     Nicio identificare (0,45%)
     Altele (0,27%)
La recensământul din 2011, populația satului Gabrovnița era de 1.111 locuitori. Din punct de vedere etnic, majoritatea locuitorilor (93,87%) erau bulgari, cu o minoritate de romi (5,67%). Pentru 0,45% din locuitori nu este cunoscută apartenența etnică.